# Агнеса Пшемислівна
Агне́са Че́ська Пшеми́слівна (також свята Агнеса Чеська; 5 вересня 1269 — 17 травня 1296) — австрійська герцогиня, донька короля Чехії Пшемисла ІІ Оттокара і Кунегунди Галицької, онука галицького князя, бана Мачви і Славонії Ростислава Михайловича.

## Життєпис

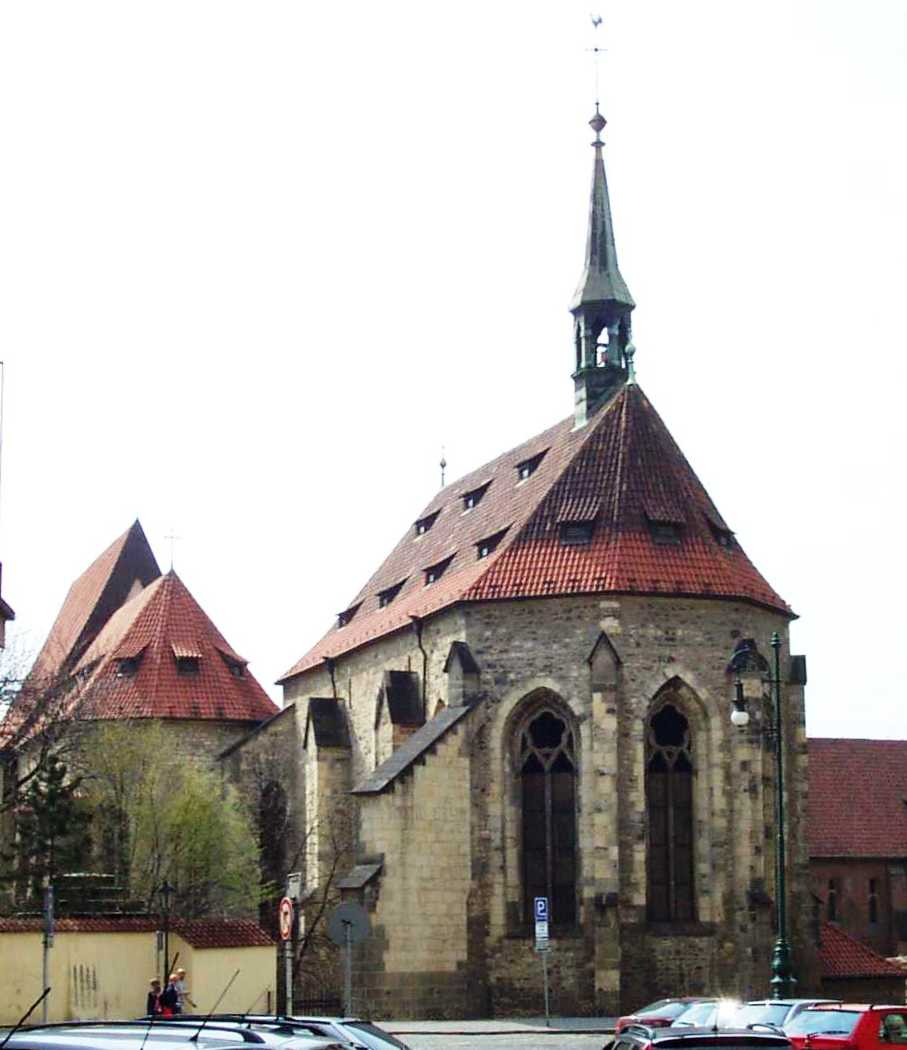
Костел монастиря кларисок св. Агнеси Чеської у Празі

На знак примирення Пшемисла ІІ Оттокара і німецького короля Рудольфа І Габсбурга була заручена 1278 року з молодшим сином останнього, Рудольфом, який 1282 року разом з братом Альбрехтом був проголошений герцогом Австрії, Штирії і персонально герцогом Швабії.
Згідно з угодою з Райнфельдер від 1 червня 1283 року єдиним правителем оголосили Альбрехта, а Рудольф протягом 4 років повинен був отримати відшкодування у вигляді королівства, герцогства чи грошове, що не було виконане. Рудольф І обіцяв залишити німецький трон Рудольфу, який зайнявся управлінням родових маєтностей Габсбургів. У битві під Сухими Крутами з Рудольфом І Габсбургом загинув Пшемисл ІІ Оттокар, але вдова Кунегунда Галицька підтвердила раніші домовленості і видала заміж 1284 року Агнесу за Рудольфа ІІ Габсбурга. Під час відвідин сестри Ґути, виданої за короля Чехії Венцеслава ІІ, брата Агнеси, Рудольф неочікувано захворів і помер 10 травня 1290 року, ймовірно від отруєння, хоча не виключають і можливість смерті від хвороби. Незабаром після смерті герцога Австрії Рудольфа ІІ Агнеса народила сина Йогана Швабського Парріціду.
Деякий час Агнеса проживала з сином у замку Бругг швейцарського кантону Ааргау, потім перебралась до двору брата Вацлава ІІ. Агнеса померла у віці 30 років імовірно від туберкульозу і її поховали у родинній каплиці Пшемисловичів костелу Св. Сальватора костелу кларисок, а її серце у монастирі Збраслава під Прагою.
Агнеса була беатифікована у 1874 році папою Пієм IX, канонізована папою Іваном Павлом II у 1989 році.
Агнесу вважають однією з святих покровительок Чехії, її портрет присутній на чеській банкноті номіналом 50 крон.